# Seznam letališč Kopenske vojske Združenih držav Amerike
Seznam letališč Kopenske vojske Združenih držav Amerike.

## Seznam
- Allen Army Airfield
- Amdee Army Airfield
- Armstrong Army Airfield
- Biggs Army Airfield
- Blackstone Army Airfield
- Bradshaw Army Airfield
- Bicycle Lake Army Airfield
- Bucholz Army Airfield
- Butts Army Airfield
- Cairns Army Airfield
- Campbell Army Airfield
- Camp Blanding Army Airfield
- Condron Army Airfield
- Davison Army Airfield
- Dawson Army Airfield
- Dillingham Army Airfield
- Dyess Army Airfield
- Felker Army Airfield
- Forney Army Airfield
- Fort Harrison Army Airfield
- Giebelstadt Army Airfield
- Godman Army Airfield
- Grafenwöhr Army Airfield
- Gray Army Airfield
- Grayling Army Airfield
- Hagler Army Airfield
- Hanau Army Airfield
- Heidelberg Army Airfield
- Hohenfels Army Airfield
- Hood Army Airfield
- Hunter Army Airfield
- Illesheim Army Airfield
- Kastner Army Airfield
- Ladd Army Airfield
- Laguna Army Airfield
- Landstuhl Army Airfield
- Lawson Army Airfield
- Libby Army Airfield
- Los Alamitos Army Airfield
- Mackall Army Airfield
- Marshall Army Airfield
- Martindale Army Airfield
- Michael Army Airfield
- Miller Army Airfield
- Muir Army Airfield
- Philips Army Airfield
- Polk Army Airfield
- Post Army Airfield
- Redstone Army Airfield
- Robert Gray Army Airfield
- Robinson Army Airfield
- Sherman Army Airfield
- Simmons Army Airfield
- Stallion Army Airfield
- Stuttgart Army Airfield
- Vagabond Army Airfield
- Wainwright Army Airfield
- Wake Island Army Airfield
- Wheeler Army Airfield
- Wheeler-Sack Army Airfield
- Wiesbaden Army Airfield
- Wildflecken Army Airfield
- Wright Army Airfield